# Masako
 (août 2024).
Si vous disposez d'ouvrages ou d'articles de référence ou si vous connaissez des sites web de qualité traitant du thème abordé ici, merci de compléter l'article en donnant les références utiles à sa vérifiabilité et en les liant à la section « Notes et références ».
Pour l'impératrice, voir Masako Owada.
Masako est une artiste peintre, dessinatrice, auteure d'assemblages lumino-cinétiques japonaise du XXe siècle, née en 1941 à Tokyo et morte le 10 mai 2013. 

## Biographie
Masako (Sato), née à Tokyo, le 2 décembre 1941, fait des études d'architecture intérieure et d'esthétique industrielle. Après des études aux beaux-Arts de Tokyo et aux arts-déco de Paris, elle crée les premiers tableaux cinétiques : des peintures mouvantes, à partir de disques colorés éclairés de l'intérieur, qui engendrent des effets optiques déroutants par transparence. Elle crée aussi des « Dessins-poèmes » aux lignes enveloppantes délicatement colorées. Elle crée ses « écritures-automatiques » sur rouleaux de papier et collage.
En 1996 à Paris, la galerie Graphes lui consacre une exposition personnelle.
Masako meurt[Où ?] subitement le 10 mai 2013[réf. nécessaire], laissant derrière elle, des milliers d'oeuvres à sa fille Prune Sato-Caris, sculptrice.